# Saltwater
Saltwater je americký hraný film z roku 2012, který režíroval Charlie Vaughn. Snímek měl světovou premiéru na filmovém festivalu QFest dne 15. července 2012.

## Děj
Will opustil námořnictvo a z Iráku se vrací po letech do Los Angeles za kamarádem Richiem. Ten mu nabídl možnost podnájmu ve svém bytě a navíc ho chce seznámit s Joshem, který je také bývalý voják. Nicméně jejich první rande nedopadne dobře a také v následujících měsících se Will a Josh potýkají se vzájemným nedorozuměním. Jednoho dne spáchá Richie sebevraždu a ve své závěti pověří Willa a Joshe, aby se společně postarali o jeho osobní věci. Během následujících dnů k sobě Will a Josh najdou cestu. 

## Obsazení
| Ronnie Kerr      | Will      |
| Ian Roberts      | Josh      |
| Bruce L. Hart    | Rich      |
| Berna Roberts    | Christine |
| Will Bethencourt | Mike      |
| Brent Alan Henry | Jack      |
| Jonathan Camp    | Shawn     |
| Justin Utley     | Joe       |